# 铜雀台 (电影)
《铜雀台》是一部2012年上映的中国大陆古装历史片，由长影集团有限责任公司、共和智力影业（北京）有限公司、北京光线影业有限公司等联合出品，光线影业和华夏电影发行有限责任公司联合发行，并由新锐导演赵林山执导，周润发、刘亦菲、玉木宏领衔主演。影片以东汉末年为背景，讲述一代枭雄曹操（周潤發飾）在樊城之战获胜归来后，面对朝中涌动的暗流，不动声色之下秘密部署，最终在对方的政变阴谋发动后，率领铜雀台中的伏兵后发制人，一举击溃敌军，但自己亦猝然崩逝。
本片于2011年10月8日在河北涿州影视城开机，期间曾转战北京怀柔影视基地取景拍摄，次年1月10日杀青。影片原定于2012年9月28日在中国大陆正式公映，后提前两天至9月26日上映。

## 演出人员
| 演員          | 角色                     | 粵語配音 |
| 周润发        | 曹操                     |          |
| 刘亦菲 张籽沐 | 灵雎 / 貂蝉 灵雎（儿时） |          |
| 玉木宏 刘杰毅 | 穆顺 穆顺（儿时）        |          |
| 苏有朋        | 汉献帝                   |          |
| 伊能静        | 伏皇后                   | 周恩恩   |
| 邱心志        | 曹丕                     | 李家傑   |
| 姚 橹         | 吉平                     |          |
| 倪大红        | 伏完                     |          |
| 保剑锋        | 吕布                     |          |
| 池 程         | 许褚                     |          |
| 曲泉丞        | 曹植                     |          |
| 彭敬慈        | 曹休                     |          |
| 郭金非        | 陈蒙                     |          |
| 田瑞辉        | 穆晏                     |          |

## 原声
| 曲別   | 歌名          | 作曲   | 作詞   | 演唱者 |
| ------ | ------------- | ------ | ------ | ------ |
| 主題曲 | 《等雪来》    | 梅林茂 | 纪亚利 | 刘亦菲 |
| 插曲   | 《诗经 蒹葭》 | 林茂倾 |        | 苏有朋 |

## 票房
影片上映后的首周五天票房为3165万元，次周累计至9000万元，至10月21日累计1.05亿元。
本片的香港票房为125万元港币。

## 奖项
| 頒獎典禮         | 獎項             | 結果 |
| ---------------- | ---------------- | ---- |
| 第八届中美电影节 | 金天使奖优秀影片 | 獲獎 |